# Tuszyn
Tuszyn é um município da Polônia, na voivodia de Łódź e no condado de Łódź Oriental. Estende-se por uma área de 23,25 km², com 7 262 habitantes, segundo os censos de 2016, com uma densidade de 312,3 hab/km².